# Sarsiella pseudospinosa
Sarsiella pseudospinosa är en kräftdjursart. Sarsiella pseudospinosa ingår i släktet Sarsiella och familjen Sarsiellidae. Inga underarter finns listade i Catalogue of Life.